# O nas się nie martw
O nas się nie martw – album studyjny polskiego duetu hip-hopowego Bonson i Matek. Wydawnictwo ukazało się 5 kwietnia 2014 roku nakładem wytwórni muzycznej StoProcent w dystrybucji Fonografiki. Materiał został w całości wyprodukowany przez Matka. Miksowanie i mastering nagrań wykonał L-Pro. Z kolei wśród gości na płycie znaleźli się m.in. Pih, Sobota oraz Mam Na Imię Aleksander. W ramach promocji do pochodzących z płyty piosenek "Wiem co stracę" i "Umiem robić sobie wrogów" zostały zrealizowane teledyski.
Nagrania dotarły do 4. miejsca zestawienia OLiS.

## Lista utworów
Opracowano na podstawie materiału źródłowego.
1. "Jeszcze później" - 4:16
2. "Szedłem po nieśmiertelność" - 4:34
3. "Brudna krew" (gościnnie: Enoiks, Pih, Troom) - 4:45
4. "Trudne sprawy" - 4:51
5. "Piotruś Pan" (gościnnie: Wini) - 3:46
6. "Nie zapamiętasz" - 5:14
7. "Gasną lampy w moim pokoju" (gościnnie: Planet ANM, TMK / Piekielny) - 5:07
8. "Umiem robić sobie wrogów" - 4:20
9. "Nie wiem czy jestem" (gościnnie: Mam Na Imię Aleksander) - 4:01
10. "Nad ranem" - 5:58
11. "Haj$, flota" (scratche: DJ Noriz) - 3:16
12. "Wiem co stracę" (gitara: Jacek Osieczko) - 4:47
13. "Goście, goście" - 4:02
14. "Kochają mnie, gdy upadam" (gościnnie: Sobota) - 4:24
15. "Pisz, pisz" - 5:05
16. "Jesteśmy gdzieś" (gitara: Jacek Osieczko) - 4:35
17. "Outro" - 1:55